# Party Girl (Grace Jones)
Party Girl   è un singolo della cantante giamaicana Grace Jones pubblicato nel 1986 in Europa e nel 1987 negli Stati uniti, come secondo singolo dell'album Inside story.

## Descrizione
Il brano è stato scritto dalla stessa Jones e da Bruce Woolley, prodotto da Nile Rodgers.
La Versione presente sul 12" è un remix ad opera di Steve Thompson e Michael Barbiero. Sul lato b è presente un brano incluso nell'album dal titolo White Collar Crime.
Il singolo non ebbe un grande impatto nelle classifiche ma raggiunse la diciannovesima posizione nella Hot Dance Club Songs.

## Tracce
- 7" single

A. "Party Girl" – 3:42
B. "White Collar Crime" – 5:04
- 12" single

A. "Party Girl" (Extended Remix) – 7:23
B. "White Collar Crime" – 5:04
- 12" maxi-single

A. "Party Girl" (Extended Remix) – 7:23
B1. "Party Girl" (Dub) – 4:59
B2. "White Collar Crime" – 5:03
- 12" US single

A. "Party Girl" (Extended Remix) – 7:22
B1. "Party Girl" (Dub Version) – 5:00
B2. "Party Girl" (7" Edit) – 3:35

## Classifiche
| Chart (1986–87)      | Peak position |
| -------------------- | ------------- |
| Germania             | 53            |
| Italia               | 39            |
| Regno Unito          | 82            |
| Hot Dance Club Songs | 19            |